# Heilig Hartkerk (Maarssen)
De Heilig Hartkerk aan de Breedstraat 3 te Maarssen. Deze rooms-katholieke kerk werd ontworpen door Alfred Tepe en op 9 september 1885 gewijd.
Het kerkgebouw is een rijksmonument. De naastgelegen rijksmonumentale pastorie dateert ook uit het laatste kwart van de 19e eeuw maar is een ontwerp van de architect J. van Kesteren. Hij zorgde tevens voor het ontwerp van het smeedijzeren hekwerk aan de straatzijde.

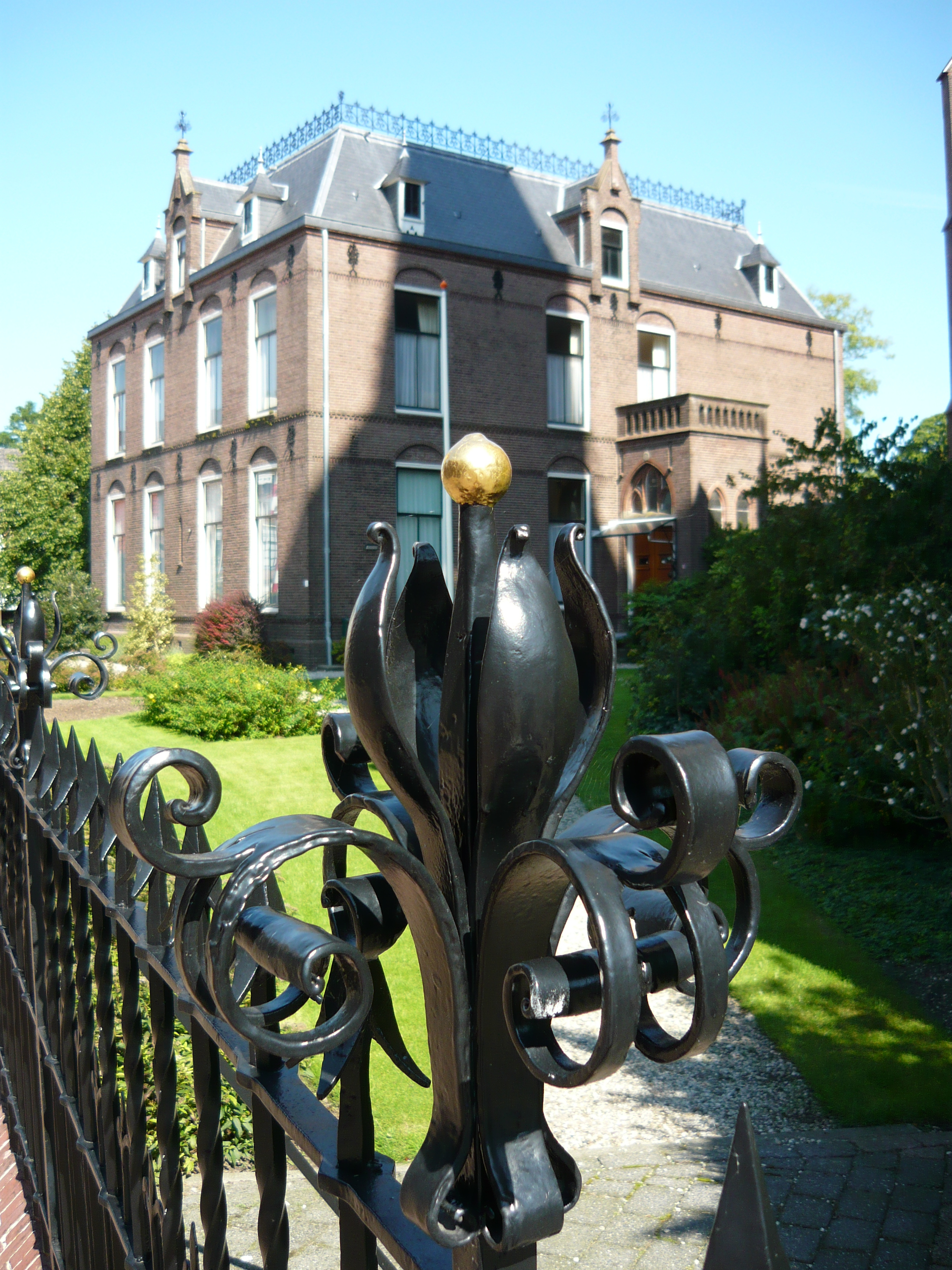
Hekwerk en in de achtergrond de pastorie

## Wetenswaardigheden
- Alfons Ariëns die een grote rol speelde in de rooms-katholieke arbeidersbeweging in Nederland werd in 1908 in deze kerk tot pastoor benoemd. Ariëns is op de Begraafplaats Beeresteijn te Maarssen begraven.[2] Beeldhouwer René van Seumeren hakte een houten beeld van Mgr. Ariëns naar het origineel van Charles Vos.
- In 1930 werd Alfrink in deze kerk tot kapelaan benoemd. Hij werd later aartsbisschop van Utrecht.
- Het altaar van de Heilig Hartkerk is in 1965 uit steen gehakt door beeldhouwer René van Seumeren.

Heden:
Heilig Hartkerk · 
Kruiskerk ·
West-Hill ·
Wilhelminakapel

Niet meer bestaand:
Zaalkerkje